# Художественный музей Америки
Художественный музей Америки (англ. Art Museum of the Americas, сокр. AMA) — музей в Вашингтоне, являющийся первым художественным музеем в Соединённых Штатах, прежде всего посвящённый показу работ современного и актуального искусства стран Латинской Америки и Карибского бассейна (бывший Музей современного искусства Латинской Америки, англ. Museum of Modern Art of Latin America).

## История и деятельность
Музей был основан в 1976 году по решению Постоянного совета Организацией американских государств (ОАГ, ранее — Панамериканский союз) как Музей современного искусства Латинской Америки и по случаю двухсотлетия Соединённых Штатов. Был открыт в бывшей официальной резиденции генерального секретаря ОАГ, выполненной в испанском колониальном стиле; здание было построено в 1912 году по проекту архитектора Пола Крета.

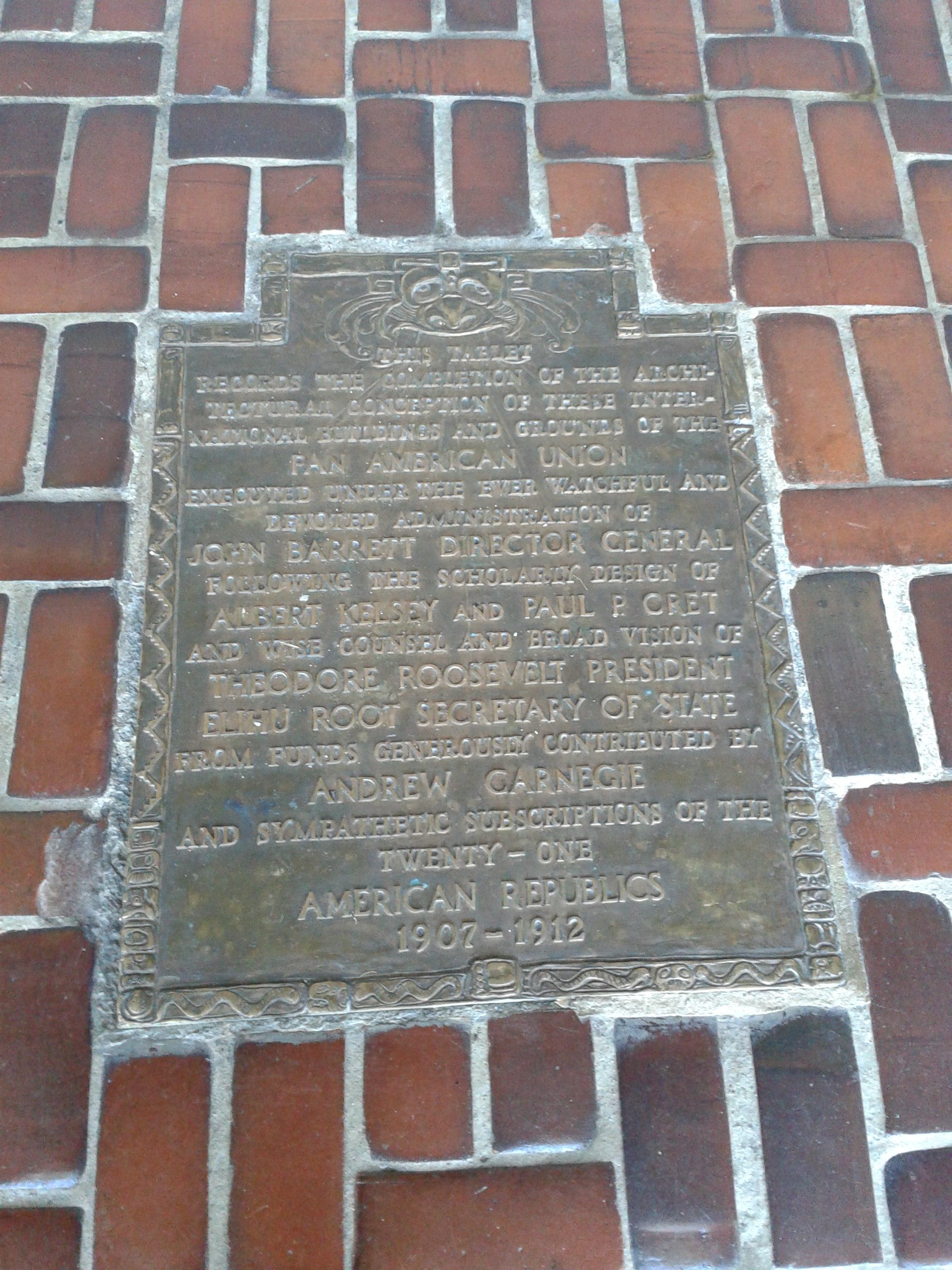
Памятная доска о здании музея

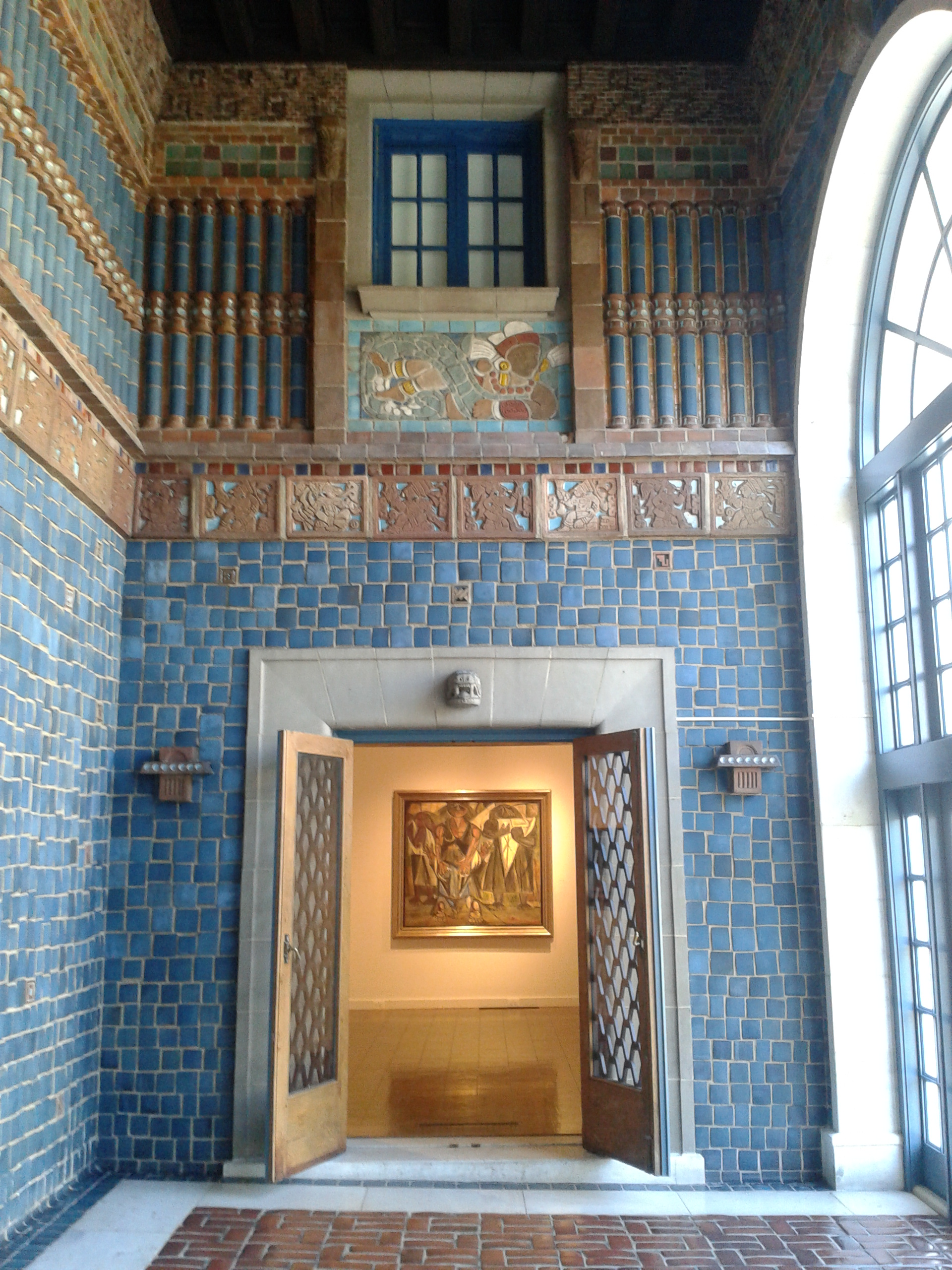
Внутренний двор музея

Музейная коллекция произведений искусства начала собираться намного раньше при участии организации Visual Arts Unit; первой подаренной музею работой стало произведение бразильского художника-неореалиста Портинари в 1949 году. В следующем десятилетии Постоянный совет ОАГ решил образовать фонд приобретений с целью создания постоянной коллекции произведений искусства значимых современных художников из государств-членов ОАГ. В последующие годы ряд работ был приобретен или подарен непосредственно художниками после временных выставок, периодически проводимых в галерее Организации американских государств.
Когда музей официально открылся в 1976 году, его коллекция насчитывала 250 произведений. В настоящее время она выросла до 2000 экспонатов различных областей искусства: живопись, гравюра, рисунки, фотографии, скульптуры и инсталляции. В дополнение к показу своей постоянной коллекции искусства, музей проводит выставки со всего региона ОАГ, организовывает образовательные семинары и лекции от приглашенных докладчиков. В последние годы Художественный музей Америки расширил свои программы, включив вечерние мероприятия, такие как Art After Dark, с ультрасовременной музыкой, видео, перформансом и инсталляциями.
В настоящее время художники, представленные в постоянной коллекции музея, включают Карлоса Крус-Диеса, Кандида Портинари, Педро Фигари, Фернандо де Шишло, Амелию Пелаэс, Алехандро Обрегона, Иоланду Мохали, Хоакина Торреса Гарсия, Карлоса Мериду, Марисоль Эскобар, а также многих других.